# Alexander Lwowitsch Gerschun

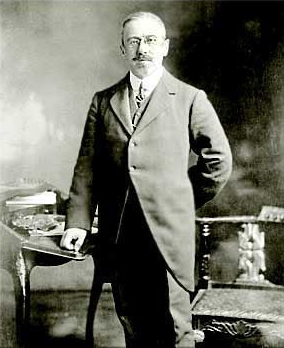
Alexander Lwowitsch Gerschun

Alexander Lwowitsch Gerschun (russisch Александр Львович Гершун; * 29. Oktoberjul. / 10. November 1868greg. in Sokółka im Gouvernement Grodno; † 8. Junijul. / 21. Juni 1915greg. in Petrograd) war ein russischer Physiker und Manager.

## Leben
Gerschun entstammte einer jüdischen Familie des Bildungsbürgertums. Er wuchs in Wilna auf, wo sein Vater Lew Jakowlewitsch Gerschun (1836–1897) Hauptarzt des Städtischen Jüdischen Krankenhauses war (1873–1897). 1886 schloss Gerschun das 1. Wilnaer Gymnasium ab und begann das Studium an der Universität St. Petersburg in der physikalisch-mathematischen Fakultät. Im dritten Kurs schrieb er seine erste wissenschaftliche Arbeit Kritische Analyse einer Untersuchung der Temperatur der höchsten Dichte von Wasser und wässrigen Lösungen, wofür er eine Goldmedaille erhielt.
Nach dem Abschluss des Studiums 1890 arbeitete Gerschun weiter an der Universität und unterrichtete am Gurewitsch-Gymnasium (bis 1902). 1891–1892 war er Redaktionssekretär der ältesten russischen technisch-wissenschaftlichen Zeitschrift Die Elektrizität. Ab 1893 arbeitete er eng mit F. F. Petruschewski zusammen, der die Brockhaus-Efron-Enzyklopädie führte. Gerschun schrieb dafür eine Reihe von Artikeln, insbesondere den Artikel Physik. 1896 nahm er als Physiker-Fotograf an der Lena-Expedition der Russischen Astronomischen Gesellschaft zur Beobachtung der Sonnenfinsternis teil.
Ab 1901 leitete Gerschun den Lehrstuhl für allgemeine Physik an der Artillerieoffiziersschule in Kronstadt. In diesen Jahren wurde er gründlich vertraut mit der Herstellung optischer Geräte in Russland und anderen Ländern sowie mit Herstellungsverfahren für die optischen Geräte der russischen Marine. Ab 1906 beriet er die Optik-Abteilung des Obuchow-Werks in St. Petersburg und wurde dann 1909 Leiter dieser Abteilung.
1908 lehrte Gerschun am St. Petersburger Pädagogischen Institut für Frauen.
1912 wurde Gerschun wissenschaftlicher Leiter der Russischen Gesellschaft für optische und mechanische Fertigung. die 1913 die Errichtung eines Optik-Werks in St. Petersburg in Angriff nahm und 1914 die Produktion aufnahm (seit 1969 Leningrader Optisch-Mechanische Assoziation (LOMO)). Gerschun war der erste Direktor dieses Werks.
Gerschuns Sohn war der Physiker Andrei Alexandrowitsch Gerschun. Gerschuns Bruder war der Rechtsanwalt Boris Lwowitsch Gerschun, der nach der Oktoberrevolution emigrierte.